# Victims of Deception
Victims of Deception (с англ. — «Жертвы обмана») — второй студийный альбом американской трэш-метал-группы Heathen. Выпущен 12 апреля 1991 года на лейбле Roadrunner Records. Альбом заметно отличается от предшественника более сложными структурами. Также считается одним из самых техничных и прогрессивных трэш-альбомов.

## Список композиций
| №                   | Название                                            | Автор(ы)                                    | Длительность |
| ------------------- | --------------------------------------------------- | ------------------------------------------- | ------------ |
| 1.                  | «Hypnotized»                                        | Элтус, Уайт                                 | 8:36         |
| 2.                  | «Opiate of the Masses»                              | Элтус, Уайт                                 | 7:51         |
| 3.                  | «Heathen's Song»                                    | Элтус, Уайт                                 | 9:26         |
| 4.                  | «Kill the King (Rainbow cover)»                     | Ричи Блэкмор, Ронни Джеймс Дио, Кози Пауэлл | 3:34         |
| 5.                  | «Fear of the Unknown»                               | Элтус, Уайт                                 | 7:09         |
| 6.                  | «Prisoners of Fate»                                 | Элтус, Уайт                                 | 6:21         |
| 7.                  | «Morbid Curiosity»                                  | Уайт, Пирси                                 | 6:28         |
| 8.                  | «Guitarmony»                                        | Пирси                                       | 3:32         |
| 9.                  | «Mercy Is No Virtue»                                | Элтус, Уайт                                 | 6:28         |
| 10.                 | «Timeless Cell of Prophecy»                         | Элтус, Уайт                                 | 5:23         |
| 11.                 | «Hellbound (Bonus track; Tygers of Pan Tang cover)» | Tygers of Pan Tang                          | 3:40         |
| Общая длительность: | Общая длительность:                                 | Общая длительность:                         | 64:41        |

## Участники записи
- Дэвид Уайт — вокал
- Дуг Пирси — гитара
- Ли Элтус — гитара
- Марк Байдерманн — бас-гитара
- Даррен Минтер — ударные

## Производство
- Продюсер — Rob Beaton